# كريستيان بكامينغا
كريستيان بكامينغا (بالفرنسية: Christian Bekamenga)‏ (9 مايو 1986 الكاميرون - ) هو لاعب كرة قدم كاميروني.

## مسيرته

### مسيرته مع المنتخبات الوطنية
- 2007 - 2008 لعب مع منتخب الكاميرون لكرة القدم 4 مباريات سجل خلالها هدفين.

### مسيرته مع الأندية
- 2005 - 2006 لعب مع نادي سلاغور 38 مباراة سجل خلالها 26 هدف.
- 2005 - 2006 لعب مع نادي سلاغور الثاني [الإنجليزية]‏ 38 مباراة سجل خلالها 26 هدف.
- 2007 - 2008 لعب مع برسيب باندونغ 20 مباراة سجل خلالها 17 هدف.
- 2010 - 2011 لعب مع سكودا زانثي 4 مباريات.
- 2012 - 2012 لعب مع نادي أورليانز 12 مباراة سجل خلالها هدفين.
- 2012 - 2013 لعب مع USJA Carquefou [الإنجليزية]‏ 33 مباراة سجل خلالها 17 هدف.
- 2013 - 2015 لعب مع ستاد لافال 50 مباراة سجل خلالها 22 هدف.
- 2015 - 2015 لعب مع نادي تروا 9 مباريات سجل خلالها هدفين.
- 2015 - 2016 لعب مع نادي لانس 12 مباراة سجل خلالها هدف.

## روابط خارجية
- كريستيان بكامينغا على موقع الاتحاد الدولي (مؤرشف)  (الإنجليزية)
- كريستيان بكامينغا على موقع اتحاد تركيا (لاعب) (الإنجليزية)
- كريستيان بكامينغا على موقع إي إس بي إن إف سي (الإنجليزية)
- كريستيان بكامينغا على موقع قاعدة بيانات كرة القدم.إي يو (الإنجليزية)
- كريستيان بكامينغا على موقع ليكيب (الفرنسية)
- كريستيان بكامينغا على موقع ناشيونال فوتبول تيمز (الإنجليزية)
- كريستيان بكامينغا على موقع Soccerway.com (الإنجليزية)
- كريستيان بكامينغا على موقع عالم كرة القدم.نت (الإنجليزية)
- كريستيان بكامينغا على موقع أوليمبيديا (الإنجليزية)
- كريستيان بكامينغا على موقع AS.com (الإسبانية)